# آلان دي رو
آلان دي رو (بالإنجليزية: Alain De Roo)‏ مواليد 17 نوفمبر 1955 في غنت، هو دراج بلجيكي سابق.